# ماركوس غوتيريز
ماركوس غوتيريز (بالإسبانية: Marcos Juan Gutiérrez)‏ (30 نوفمبر 1970 في الأرجنتين - ) هو لاعب كرة قدم أرجنتيني في مركز حراسة المرمى. لعب مع أرجنتينوس جونيورز وأوليمبو ونادي نيكاكسا ونيولز أولد بويز وهوراكان وسان مارتين دي توكومان ‏ وتاليريس كوردوبا وطوروس نيزا ولاسيرينا.

## وصلات خارجية
- ماركوس غوتيريز على موقع قاعدة بيانات كرة القدم.إي يو (الإنجليزية)